# Zaleuco di Locri
Zaleuco di Locri (in greco antico: Ζάλευκος?, Zàleukos; Locri Epizefiri, ... – VII secolo a.C.) è stato un politico greco antico, considerato il primo legislatore del mondo occidentale.

## Biografia
Secondo la leggenda Zaleuco sarebbe nato a Locri Epizefiri e originariamente sarebbe stato uno schiavo impiegato come pastore; Atena gli avrebbe suggerito in sogno alcune ottime leggi e sarebbe quindi stato affrancato e nominato legislatore per volontà di un oracolo di Apollo. Ciò contrasta però con quanto riferito da Diodoro Siculo, secondo il quale Zaleuco proveniva da una buona famiglia ed era ammirato per la sua cultura; in compenso però è grave l'errore commesso da Diodoro nel raffigurare Zaleuco come discepolo di Pitagora, in quanto si tratta di una teoria impossibile da verificarsi poiché i due personaggi vissero in epoche differenti. Questo errore ricorda in parte la teoria secondo la quale Numa Pompilio sarebbe stato un allievo di Pitagora. Inoltre, la Suda riporta come suo luogo di nascita Thurii. Eusebio di Cesarea colloca in modo arbitrario la sua nascita nel secondo anno della ventinovesima Olimpiade (663-662 a.C.), all'incirca quaranta anni prima di Dracone. Nonostante questa teoria non sia comprovata da fonti, è probabile che la prima legislazione cittadina a Locri Epizefiri venne promulgata proprio nel VII secolo a.C., conformemente a quanto sostenuto da Eusebio.
Fin dall'antichità alcuni studiosi, primo tra i quali Timeo, arrivarono a negare l'esistenza di Zaleuco. Karl Julius Beloch riprese questa teoria, sostenendola con varie argomentazioni che evidenziano il parallelismo tra Licurgo, altro legislatore per molti tratti evanescente, e Zaleuco: in primo luogo i nomi di entrambi significano il tutto lucente e parrebbero quindi alludere a una divinità solare, conformemente col fatto che molti popoli antichi attribuirono provenienza divina alle loro leggi (solo in un secondo momento Zaleuco sarebbe stato identificato come una persona); in secondo luogo entrambi i legislatori erano caratterizzati dal presentare una caratteristica tipica di alcune divinità solari, ossia l'avere un solo occhio (Zaleuco ne aveva perso uno volendo risparmiare una pena al figlio, mentre Licurgo lo perse in una rissa). Si dice inoltre che Caronda fu suo discepolo.
Secondo Strabone le norme stabilite da Zaleuco per i Locresi Epizefirî furono le prime leggi scritte dei Greci (e questa affermazione è estendibile non solo alla Magna Grecia ma anche agli altri territori greci) e secondo Zenobio erano molto severe, tanto che la severità di Zaleuco divenne proverbiale al pari di quella di Dracone; ciononostante, secondo Pindaro i Locresi le rispettarono a lungo. Secondo la leggenda Zaleuco divenne legislatore dopo un periodo di disordini ed introdusse un'importante novità, la definizione di pene ben precise per l'infrazione delle varie leggi, pene che prima erano a discrezione dei tribunali chiamati in causa. Relativamente alla sua vita rimangono solo aneddoti: si dice che, quando suo figlio fu colto in adulterio, ordinando la legge da Zaleuco promulgata che agli adulteri si togliessero ambo gli occhi, pur di risparmiare uno dei due occhi del figlio se ne fece togliere uno lui. Inoltre, si racconta che un giorno si recò all'assemblea senza aver prima deposto le armi e, come ordinato dalle sue leggi, si trafisse con una delle armi che portava. Tale aneddoto è però talvolta attribuito a Caronda o a Diocle dalle fonti più antiche e solo da quelle più recenti a Zaleuco. Secondo un'altra versione, adottata anche dalla Suda, si afferma che Zaleuco morì combattendo per la patria.

## Opera legislativa

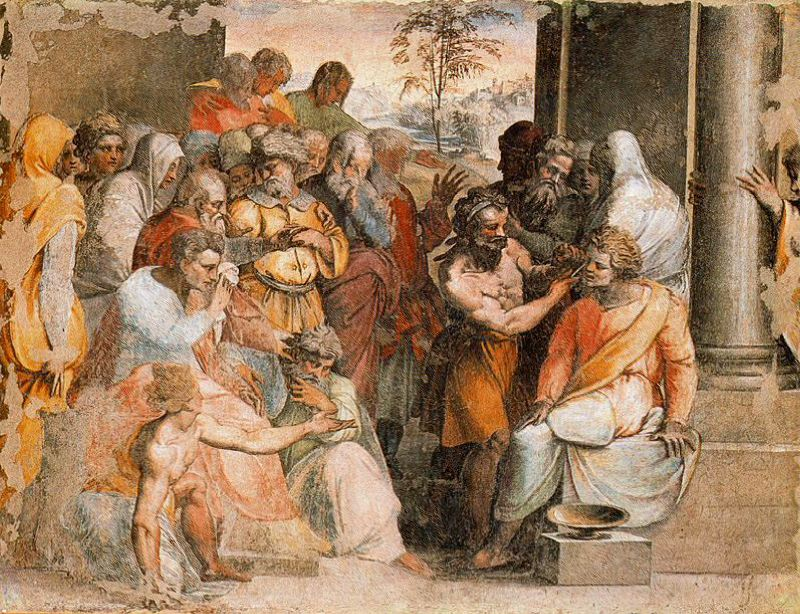
Perin del Vaga, Giustizia di Seleuco (1521 circa), Galleria degli Uffizi, Firenze.

Relativamente all'opera legislativa promossa da Zaleuco, non sono chiari i contenuti della stessa. È probabile tale codice applicasse la legge del taglione, secondo un'influenza orientale. Eforo di Cuma evidenzia come tale codice sia stato influenzato da quelli presenti a Creta, Sparta e Atene. Nonostante tutto, è probabile che, similarmente a Dracone, Zaleuco non inasprì le pene previste dalla legislazione tradizionale ma le attenuò. Giovanni Stobeo affermò di fornire una reale versione della prefazione e alcune delle leggi, che Cicerone aveva affermato di aver visto. Il proemio alle leggi, introdotto solo in un secondo momento e non originale, è una tarda falsificazione realizzata sotto l'influsso della filosofia pitagorica, platonica e stoica. Non si può negare in senso assoluto che tale raccolta sia differente da quella originaria, in quanto potenzialmente derivante da fonti autentiche, ma certamente è un falso.
La legislazione si occupava di differenti tematiche, riportate nell'opera di altri autori. La prima parte dell'opera era dedicata al concetto di diritto di proprietà, interdicendo le cambiali di debito. La terra non poteva essere alienata dai proprietari se non in caso di estrema necessità. Per chi avesse commesso adulterio era prevista l'asportazione degli occhi. Potrebbe sembrare strano il divieto di soggiornare in terre straniere, ma venne ripreso anche nella legislazione spartana. Il codice avrebbe anche contenuto alcune leggi volte al mantenimento del sistema giuridico, per far sì che esso non potesse essere stravolto. A proposito di tale tematica, alcune leggi vennero però tramandate grazie all'opera di altri autori: Demostene afferma che tale codice comprendeva una legge secondo la quale l'abrogazione o modificazione di una legge poteva essere proposta solo dopo essersi presentati dinnanzi all'assemblea con un laccio al collo, che in caso di rifiuto della proposta sarebbe diventato strumento di morte per il proponente. Tale singolare uso è testimoniato anche negli scritti di Polibio, che afferma che, nel caso in cui rispetto all'interpretazione di un decreto magistrato e cittadino presentassero opinioni differenti, dovevano entrambi presentarsi davanti all'assemblea cittadina indossando un laccio che sarebbe poi stato stretto attorno al collo di colui la cui interpretazione si era rivelata errata. Si occupava pure di controversie contrattuali e civili e di questioni etiche, come molte antiche legislazioni. In particolare, vietava la consumazione di vino puro.